# Peberholm
Peberholm est une île artificielle de 130 ha, construite en 1995, se trouvant dans le détroit d'Øresund, côté danois entre le Danemark et la Suède. Son nom signifie îlot du poivre et fut inspiré de la toute proche île naturelle de Saltholm qui signifie îlot du sel. Administrativement, l'île se situe sur la commune de Tårnby.
Peberholm fut construite spécialement comme relais entre le tunnel allant jusqu'à Copenhague et le pont de l'Øresund entre Peberholm et Malmö en Suède.
L'île est protégée comme réserve naturelle.

## Raisons de la construction

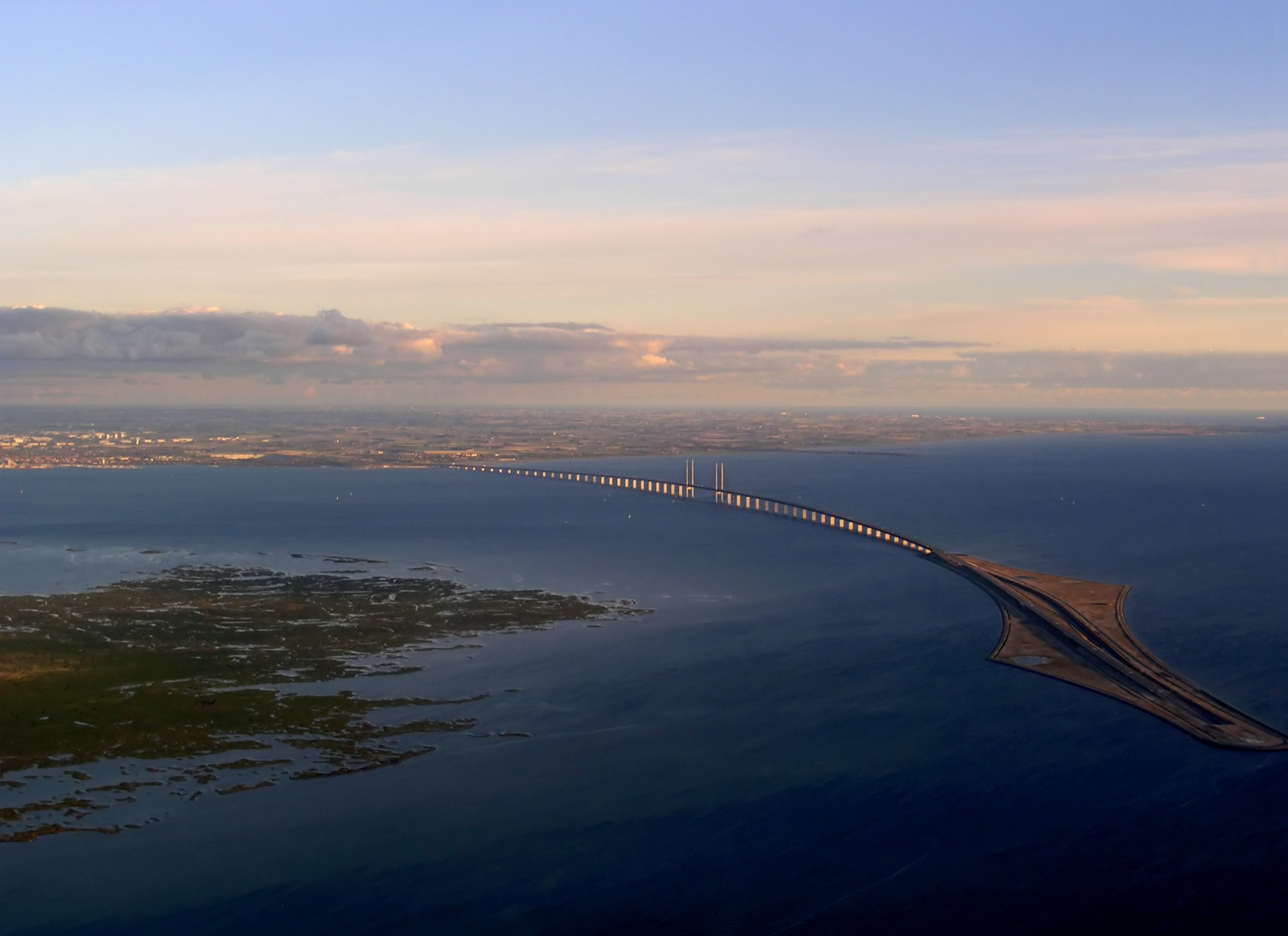
Vue aérienne du pont de l'Øresund.

La raison principale de la construction de cette île est d'avoir un point de jonction entre le pont et le tunnel de Øresundsbron. Mais d'autres raisons ont poussé les ingénieurs à construire un pont et un tunnel, tout d'abord l'avantage du tunnel est de laisser libre la circulation maritime de tout obstacle ou de limitation de hauteur, la hauteur du pont était en effet limitée par la ligne ferroviaire empruntant le pont mais aussi par la proximité avec l'aéroport de Copenhague qui impose une zone sans obstacle aérien.
Le choix du tunnel imposait de le construire profondément afin de ne pas perturber le débit de l'eau. Les matériaux extraits lors de la construction du tunnel ont servi à la construction de l'île ; le volume de déblais était tel, et le détroit est si peu profond, qu'il a été nécessaire de construire une île de quatre kilomètres de long.

## Biodiversité
L'île est entièrement construite en argile calcaire provenant du fond marin et dépourvue de toute banque de graines. Aucun matériau de remblai n'a été apporté des terres émergées voisines et aucun semis ni plantation n'a été effectué. Toutes les espèces végétales et animales sont donc arrivées spontanément sur l'île dont la colonisation est régulièrement suivie par des scientifiques : en 1999, 109 espèces de plantes ont été recensées ; en 2003, ce nombre est porté à 280 et des souris sont observées.
Une vingtaine d'espèces d'araignées et une douzaine d'espèces d'oiseaux sont signalées en 2004, ainsi que le crapaud vert,.
Les inventaires réalisés en 2007 totalisent 454 espèces végétales, quelque 200 espèces de coléoptères et 300 espèces de lépidoptères. En 2016 s'y sont ajoutés des lapins blancs vraisemblablement introduits par l'homme et 33 espèces d'oiseaux sont signalées.
La végétation rudérale qui a rapidement colonisé l'île a progressivement évolué vers des prairies au cours des cinq premières années et des arbustes s'y sont installés ; au bout d'une vingtaine d'années, des prairies plus naturelles se sont développées, avec une proportion plus élevée d'espèces rares ou menacées et un peuplement ligneux plus important.